# Kihachi Okamoto
Pour les articles homonymes, voir Okamoto.
Kihachi Okamoto (岡本 喜八, Okamoto Kihachi), de son vrai nom Kihachirō Okamoto (岡本 喜八郎, Okamoto Kihachirō) est un réalisateur japonais, né le 17 février 1924 à Yonago (préfecture de Tottori) et mort le 19 février 2005 à Kawasaki (préfecture de Kanagawa) au Japon d'un cancer de l'œsophage. Sa carrière a connu son apogée au cours des années 1960.

## Biographie

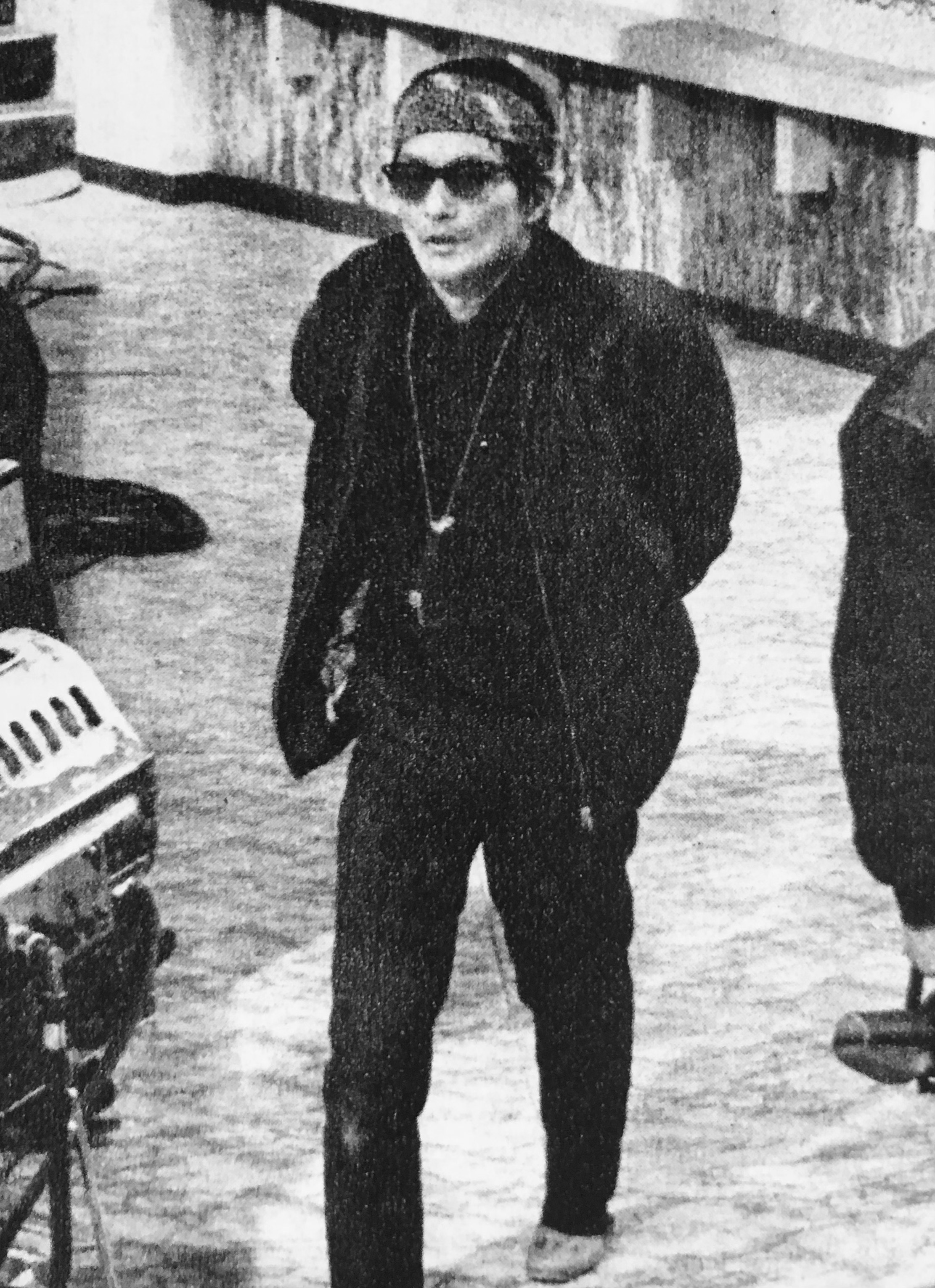
Kihachi Okamoto en 1964.

Kihachi Okamoto intègre la Tōhō immédiatement après ses études. Son premier succès est La Bande des têtes brûlées en 1959, une parodie burlesque du western américain, abordant le sujet de la guerre sur le front chinois et qui devient par la suite une série à succès.
Kihachi Okamoto est principalement connu pour ses jidai-geki violents, dont Le Sabre du mal et Samouraï.
Il réalise près de 40 films et est l'auteur de 25 scénarios de 1958 à 2002.

## Filmographie

Makoto Satō dans La Bande des têtes brûlées (1959).

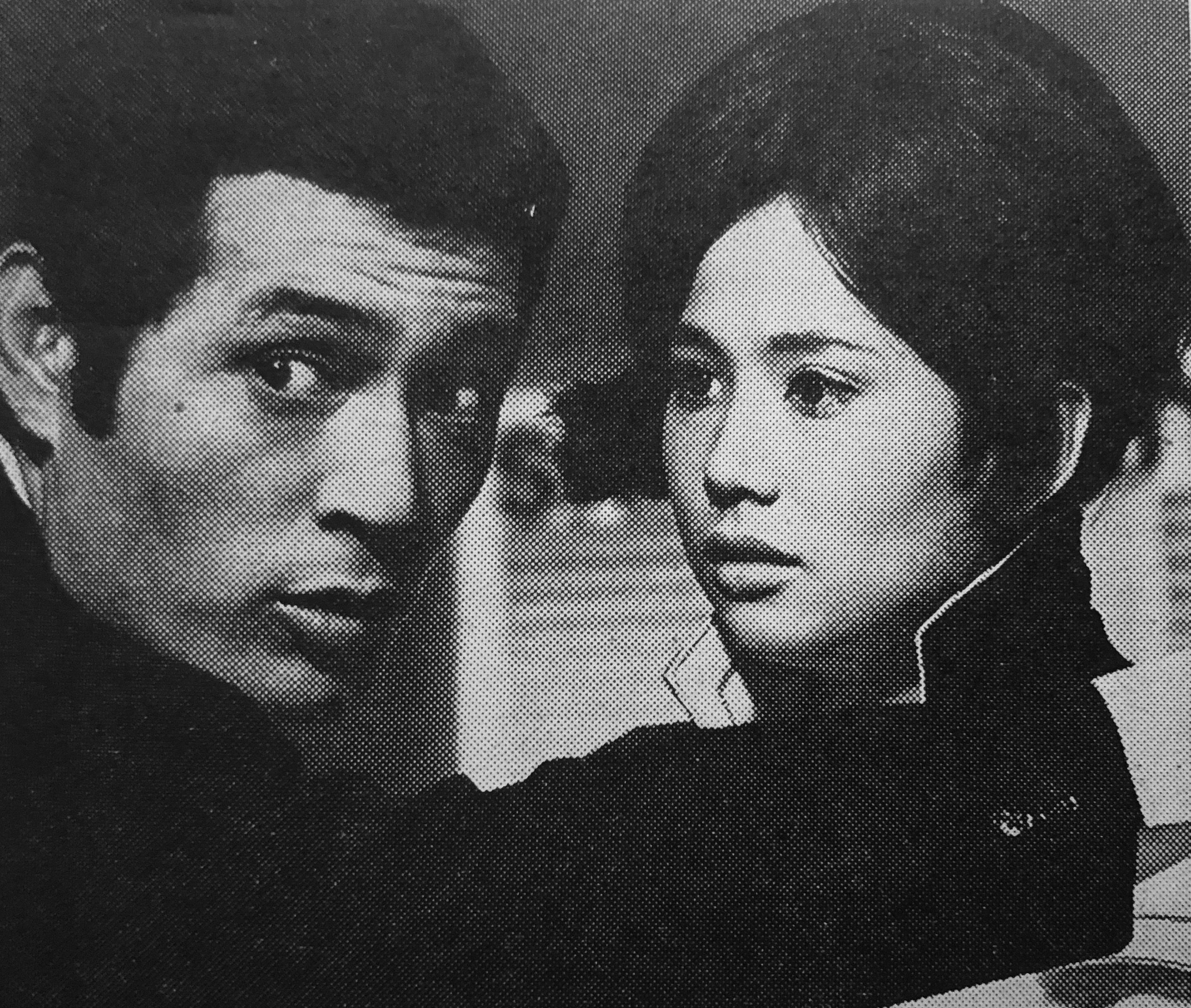
Tatsuya Nakadai et Reiko Dan dans L'Âge d'or des assassins (1967).

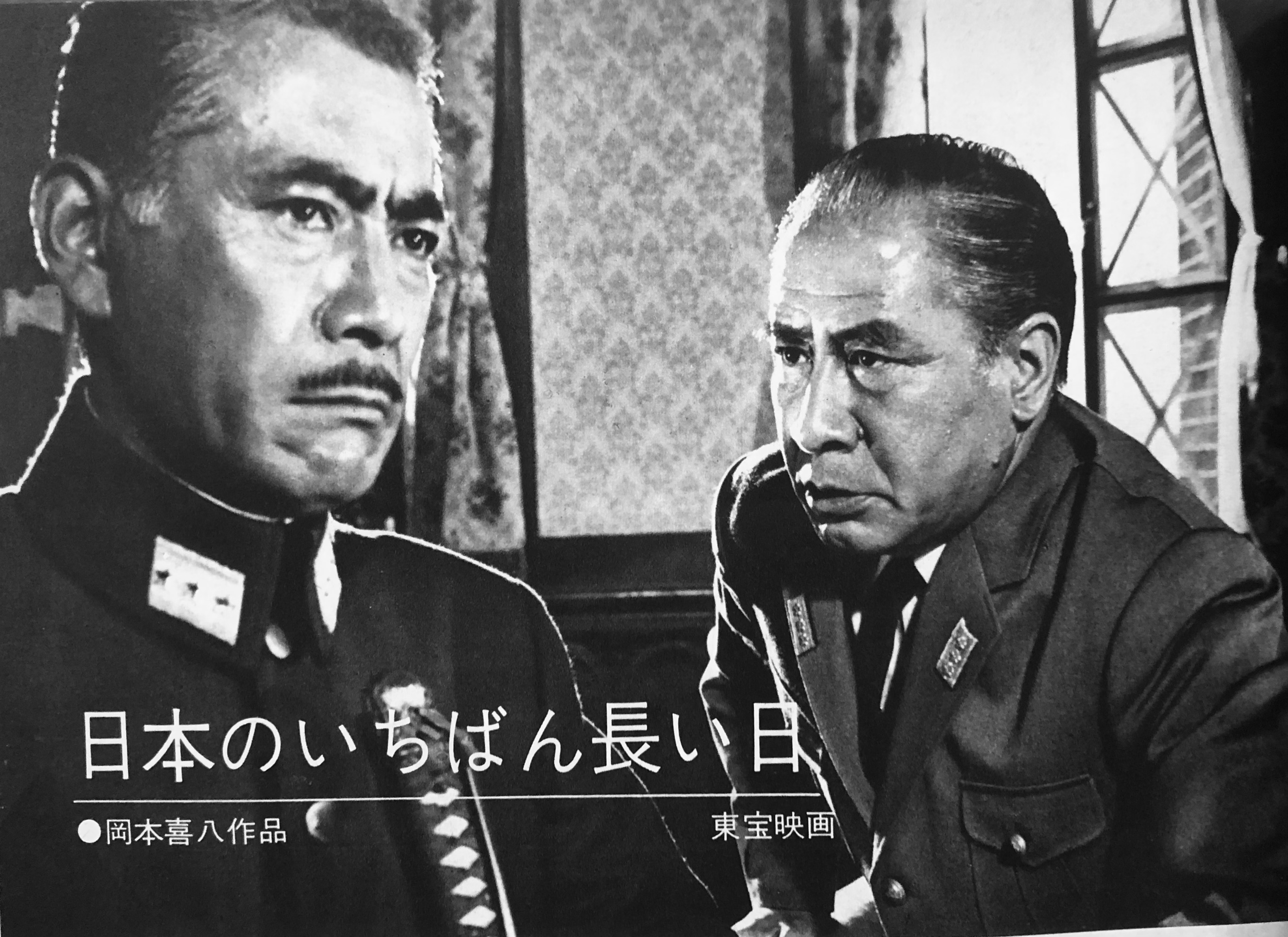
Toshirō Mifune et Sō Yamamura dans Le Jour le plus long du Japon (1967).

### Réalisateur
La mention « +scénariste » indique que Kihachi Okamoto est aussi auteur du scénario.
- 1958 : Tout sur le mariage (結婚のすべて, Kekkon no subete?)[4]
- 1958 : Wakai musumetachi (若い娘たち?)
- 1959 : Ombres dans la nuit (暗黒街の顔役, Ankokugai no kaoyaku?)[5]
- 1959 : Aruhi watashi wa (ある日わたしは?)
- 1959 : La Bande des têtes brûlées ou Les Sentinelles de l'enfer[6] (独立愚連隊, Dokuritsu gurentai?) +scénariste
- 1960 : L'Inspecteur Fujioka (暗黒街の対決, Ankokugai no taiketsu?)[7]
- 1960 : Daigaku no sanzōkutachi (大学の山賊たち?) +scénariste
- 1960 : La Bande des têtes brûlées fait route vers l'ouest ou À l'ouest, du nouveau[8] (独立愚連隊西へ, Dokuritsu gurentai nishi-e?) +scénariste
- 1961 : Ankokugai no dankon (暗黒街の弾痕?)
- 1961 : Kaoyaku akatsukini shisu (顔役暁に死す?)
- 1961 : Aux Enfers tu festoieras (地獄の饗宴, Jigoku no kyōen?)[9]
- 1962 : Rats d'égout en uniforme (どぶ鼠作戦, Dobunezumi sakusen?)[10] +scénariste
- 1962 : Gekkyū dorobo (月給泥棒?)
- 1963 : Du rififi chez les samouraïs (戦国野郎, Sengoku yarō?)[11] +scénariste
- 1963 : La Vie élégante de M. Everyman ou La Vie élégante de Monsieur tout-le-monde[12] (江分利満氏の優雅な生活, Eburi manshi no yūga-na seikatsu?)
- 1964 : Ô bombe (ああ爆弾, Aa bakudan?)[13] +scénariste
- 1965 : Samouraï (侍, Samurai?)
- 1965 : Sang et Sable[14] ou Fort Camarde[15] (血と砂, Chi to suna?) +scénariste
- 1966 : Le Sabre du mal (大菩薩峠, Dai-bosatsu tōge?)
- 1967 : L'Âge d'or des assassins (殺人狂時代, Satsujinkyō jidai?)[16] +scénariste
- 1967 : Le Jour le plus long du Japon (日本のいちばん長い日, Nihon no ichiban nagai hi?)[17]
- 1968 : Kill, la Forteresse des samouraïs (斬る, Kiru?) +scénariste
- 1968 : La Torpille humaine ou La Bombe humaine[18] ou L'Homme-torpille[19] (肉弾, Nikudan?) +scénariste
- 1969 : Le Lion rouge (赤毛, Akage?)[20] +scénariste
- 1970 : La Légende de Zatoïchi : Zatoïchi contre Yojimbo (座頭市と用心棒, Zatōichi to Yōjinbō?) +scénariste
- 1971 : Les Marines attaquent Okinawa ou La Bataille d'Okinawa[21] (激動の昭和史 沖縄決戦, Gekido no showashi: Okinawa kessen?)
- 1972 : Nippon sanjūshi: Osaraba Tokyo no maki (にっぽん三銃士 おさらば東京の巻?) +scénariste
- 1973 : Nippon sanjūshi: Hakata obi shime ippon dokko no maki (にっぽん三銃士 博多帯しめ一本どっこの巻?) +scénariste
- 1974 : Aoba shigereru (青葉繁れる?) +scénariste
- 1975 : Tokkan (吶喊?) +scénariste
- 1977 : Sugata Sanshirō (姿三四郎?) +scénariste
- 1978 : Dynamite Dondon (ダイナマイトどんどん, Dainamaito don don?)
- 1978 : Burū Kurisumasu (ブルークリスマス?)
- 1979 : Eireitachi no oenka: saigo no sōkeisen (英霊たちの応援歌?) +scénariste
- 1981 : Chikagoro naze ka Charusuton (近頃なぜかチャールストン?) +scénariste
- 1986 : Jazz Daimyo (ジャズ大名?) +scénariste
- 1991 : Le Grand Enlèvement (大誘拐, Dai yūkai?)[22] +scénariste
- 1995 : East Meets West +scénariste
- 2001 : Vengeance à vendre (助太刀屋助六, Sukedachi-ya Sukeroku?) +scénariste

### Scénariste
- 1965 : Chasseurs d'espions (１００発１００中, Hyappatsu hyakuchu?) de Jun Fukuda
- 1993 : Coo des mers profondes (遠い海から来たＣＯＯ, Tōi umi kara kita Coo?) de Tetsuo Imazawa (ja)

### Acteur
- 2000 : La Chorale des garçons (独立少年合唱団, Dokuritsu shōnen gasshō-dan?) d'Akira Ogata : le directeur de l'école

## Distinctions
Sauf indication contraire, les informations mentionnées dans cette section peuvent être confirmées par la base de données cinématographiques IMDb,  présente dans la section « Liens externes ».

### Récompenses
- 1969 : prix du film Mainichi du meilleur réalisateur pour La Bombe humaine[23]
- 1987 : prix spécial pour l'ensemble de sa carrière au Festival du film de Yokohama
- 1992 : prix de la Japan Academy du meilleur réalisateur et du meilleur scénario pour Le Grand Enlèvement[24]
- 2006 : prix spécial Blue Ribbon pour l'ensemble de sa carrière

### Sélections
- 1965 : Astor d'or du meilleur film pour Samouraï au festival international du film de Mar del Plata
- 1968 : Gold Hugo du meilleur film pour L'Empereur et le Général au festival international du film de Chicago